# 니시칸구
니시칸구(일본어: 西蒲区)는 일본 니가타현 니가타시의 행정구 중 하나이다. 구내에는 가쿠다산과 다타카라산, 이와무로 온천 등 관광지·경승지가 점재한다.
마키 지구(구 마키정)의 대부분, 니시카와 지구(구 니시카와정)의 거의 전역, 이와무로 지구(구 이와무로촌)의 전역, 가타히가시 지구(구 가타히가시촌)의 전역, 나카노쿠치 지구(구 나카노쿠치촌)의 거의 전역으로 구성되고 구청은 마키 지구에 있다. 또한 구역에는 이외에도 현 미나미구 지역인 아지가타 지구(구 아지카타촌), 쓰키가타 지구(구 쓰키가타촌)의 월경지가 포함된다. 또 마키 지구 중 요쓰고야는 니시구 지역이다.
구역의 거의 반을 논이 차지하는 시내 유수의 곡창지대이다. 이와무로 온천은 일찍이 홋코쿠 가도의 역참 마을로 발전했다. 또 일찍이 마키 지구의 미네오카 지역 등을 지배하고 있던 미네야마번은 에도 막부 말기에 보신 전쟁에서 패배하여 궁핍하던 나가오카번에 미백표를 보낸 것으로 알려져 있다.

## 역사
- 2005년 3월 21일 - 니시카와정, 이와무로촌, 가타히가시촌, 나카노쿠치촌을 니가타시에 편입하였다.
- 2005년 10월 10일 - 마키정을 니가타시에 편입하였다.
- 2007년 4월 1일 - 니가타시가 정령지정도시로 지정되면서 니시칸구가 설치되었다.

## 교통

### 철도
- 동일본 여객철도 에치고선

### 도로
- 호쿠리쿠 자동차도
- 국도 116호선
- 국도 402호선
- 국도 460호선